# Tillidsmanden
Tillidsmanden (originaltitel The Confidence Man) er en amerikansk stumfilm fra 1924 af Victor Heerman.

## Medvirkende
- Thomas Meighan som Dan Corvan
- Virginia Valli som Margaret Leland
- Laurence Wheat som Larry Maddox
- Charles Dow Clark som Godfred Queritt
- Helen Lindroth som Mrs. Bland
- Jimmie Lapsley som Jimmie Bland
- Margaret Seddon som Mrs. X
- George Nash som Wade
- Dorothy Walters som Mrs. O'Brien
- David Higgins